# Al-Nas TV
Al-Nas (em árabe: قناة الناس) (também escrito El-Nas ou Alnas e Elnas, que significa "O Canal do Povo") é uma estação de televisão egípcia fundada em janeiro de 2006 e transmitida do Cairo até o golpe de estado no Egito de 2013.
Fundada pelo investidor saudita Mansour bin Kadsa (alt. Mansur Bin Kadasah), a Al-Nas começou como um canal principalmente para músicas pop árabes e programas de interpretação de sonhos. Depois de alguns meses, a Al-Nas mudou seu foco para conteúdos religiosos direcionados a públicos que buscam conhecimento religioso, com vários pregadores salafismas famosos apresentados diariamente em vários programas religiosos.
Antes da exintição, era um dos canais mais populares no Egito. Em 2015, o Al-Nas foi relançado.
El-Nas (e outras estações de televisão salafismas) foram acusadas por organizações de direitos humanos de acolherem xeques e pregadores islâmicos que encorajavam o antixiismo e a violência sectária no Egito.  

## Controvérsias

### FilmeInnocence of Muslims
El-Nas atraiu a atenção mundial em setembro de 2012, quando o apresentador Sheikh Khalad Abdalla exibiu um clipe de Innocence of Muslims alguns dias antes dos ataques às missões diplomáticas de 2012.  

### Apresentadoras e música
Com argumentos de apoio das diretrizes islâmicas adequadas, os estudiosos Muhammad Hussein Yacoub e Abu Ishaq Al Heweny (alt. Shaykh Abu-Ishaq al-Huwayni), ambos que costumavam aparecer no canal, trabalharam para banir com sucesso todas as apresentadoras do canal.   Esta última pessoa também defendeu a remoção da música tocada na Al-Nas.

### Linchamentos xiitas em Gizé
Depois que mais de 3.000 mafiosos cercaram e incendiaram as casas de uma pequena comunidade xiisma em um subúrbio de Gizé, no Egito, em 23 de junho de 2013, e lincharam brutalmente e posteriormente profanaram os corpos de quatro homens muçulmanos xiitas, incluindo o proeminente clérigo Hasan Shehata, El-Nas realizou entrevistas com simpatizantes e instigadores do chocante crime de ódio durante as quais eles justificaram a extrema violência com base em alegações puramente subjetivas e não verificadas, que não acarretavam nenhuma acusação criminal sob a lei egípcia. Em seu relatório, a Anistia Internacional observou que a mais recente incitação à violência contra a minoria muçulmana xiisma no Egito, antes do incidente, ocorreu em um comício da Irmandade Muçulmana "em apoio à revolta síria", uma semana antes, com a presença de xeques salafismas extremistas e do presidente egípcio Mohamed Morsi. Comentando o incidente, a Amnistia afirmou que "os residentes locais tinham relatado que os salafismas e outros grupos islâmicos incitaram ao ódio e à violência contra a comunidade xiita nas últimas semanas, incluindo durante os sermões de sexta-feira, onde distribuíram panfletos a apelar à sua expulsão da área" e criticou Morsi por "não se ter dissociado a si próprio e ao seu governo do ódio e da incitação contra os xiitas". Durante a conferência realizada a 16 de junho, o relatório observou que os principais xeques salafismas "usaram linguagem sectária e inflamatória para condenar os ataques contra sunitas no conflito armado da Síria". Na sua própria condenação controversa dos ataques, Morsi ignorou a natureza sectária da violência no Egipto, que tem registado níveis sem precedentes de perseguição de minorias étnicas e religiosas, incluindo cristões coptas e muçulmanos xiimas, depois de a Irmandade Muçulmana ter tomado o poder em 2012. 

## Antes de ser vendido em 2015
Um ano antes do fechamento do canal, houve uma tendência de mudar o canal para um canal público, e isso já foi feito desde que o Dr. Hassan Alwan, o especialista em mídia, assumiu a gestão do canal e o desenvolveu em termos do formato geral da tela e do conteúdo, e uma disputa ocorreu entre ele e algumas das correntes que rejeitavam a ideia que havia dominado o canal nos últimos seis anos. Hassan Alwan anunciou isso nos jornais egípcios e relatou nas mídias sociais na época que o El-Nas é a partir de agora um canal público e não religioso, e começou a manter protocolos de cooperação entre o canal e instituições de mídia governamentais, incluindo o protocolo de cooperação entre o Canal do Povo, Dar Al-Maaref, Revista de Outubro e assim por diante. O software abrangente Juttah inclui Altrebeoah, programas médicos e de entretenimento, programas de culinária e talk show, o programa matinal diário veio com o nome de Tala'a Al-Nahar e o último à noite com o nome de Masr El Gedida (que significa Heliópolis em árabe), a audiência do canal e consequentemente os anúncios das principais empresas aumentaram, mas o canal era como o resto dos canais religiosos e foi fechado porque ainda é classificado como religioso.
Antes do canal virar tintura de flores e ser vendido e de acordo com o que consta no site do canal, o canal (depende de cobrir suas despesas com propagandas e patrocínios para programas e comunicações e não aceita doações). O canal gerou críticas da Alazar e de homens da mídia, acusando o canal e chamando-o de não ser elegível para emitir fatwas porque eles não estudavam religião na Alazar, mas sim como um estudo gratuito, descrevendo-os como "não especialistas". Durante o segundo semestre de 2010, a Nilesat Corporation para operar canais via satélite anunciou o fechamento de vários canais via satélite e o envio de avisos para outro número sob o pretexto de "promover violência, ódio racial, anticristo e mito".  Durante essa campanha, em 12 de outubro de 2010, o governo egípcio cortou a transmissão do El-Nas e o restante dos canais de pacotes no satélite egípcio Nilesat "temporariamente", conforme declarado pelo Ministro da Informação do Egito, até que "suas condições sejam reconciliadas com a aprovação dos convênios de mídia" e o fechamento foi sem aviso prévio, como disse a administração do canal, enquanto o governo disse que o canal foi avisado com antecedência.  O canal foi fechado em 3 de julho de 2013 e é um dos apresentadores de programas mais famosos do canal na época em que foi dirigido por seus antecessores, Mohammed Hassan, Muhammad Hussein Yaqoub, Abu Ishaq Al-Hwaini, Mahmoud Al-Masry, Ahmed Amer, Muhammad Jibril, Hazem Salah Abu Ismail, Wajdi Ghoneim, Safwat Hijazi, Ayed Al-Qarni Muhammad Musaad Yakout, Abd al-Rahman al-Sawy e Khaled Abdullah, e ela transmite um conjunto de programas como "Fadda'ah", que está sendo rodado por um grupo de apresentadores no canal, e o programa "Diálogos de Sheikh Ya`qub", apresentado por Muhammad Hussein Ya`qub, e Muhammad Hassan apresentou programas como "Eventos finais". E “Doenças da Nação”, também conhecido como “Donia e Deen”, “O Caminho para o Céu” e “Mensagens para os Jovens”.  O canal também oferece programas infantis e de publicidade para produtos como eletrodomésticos, roupas, utensílios domésticos e medicamentos. O xeque Abu Ishaq Al-Huwaini estipulou que as emissoras não deveriam aparecer nos programas e que a música não deveria ser banida do canal. O canal parou de usar música, enquanto as emissoras limitaram sua aparição a anúncios comerciais e, depois disso, o Conselho de Administração decidiu, em agosto de 2006, dispensar permanentemente o componente feminino. No canal, há relatos de que houve um alvoroço na mídia egípcia e árabe na época sobre essa decisão.